# Jürgen Becker (Schriftsteller)

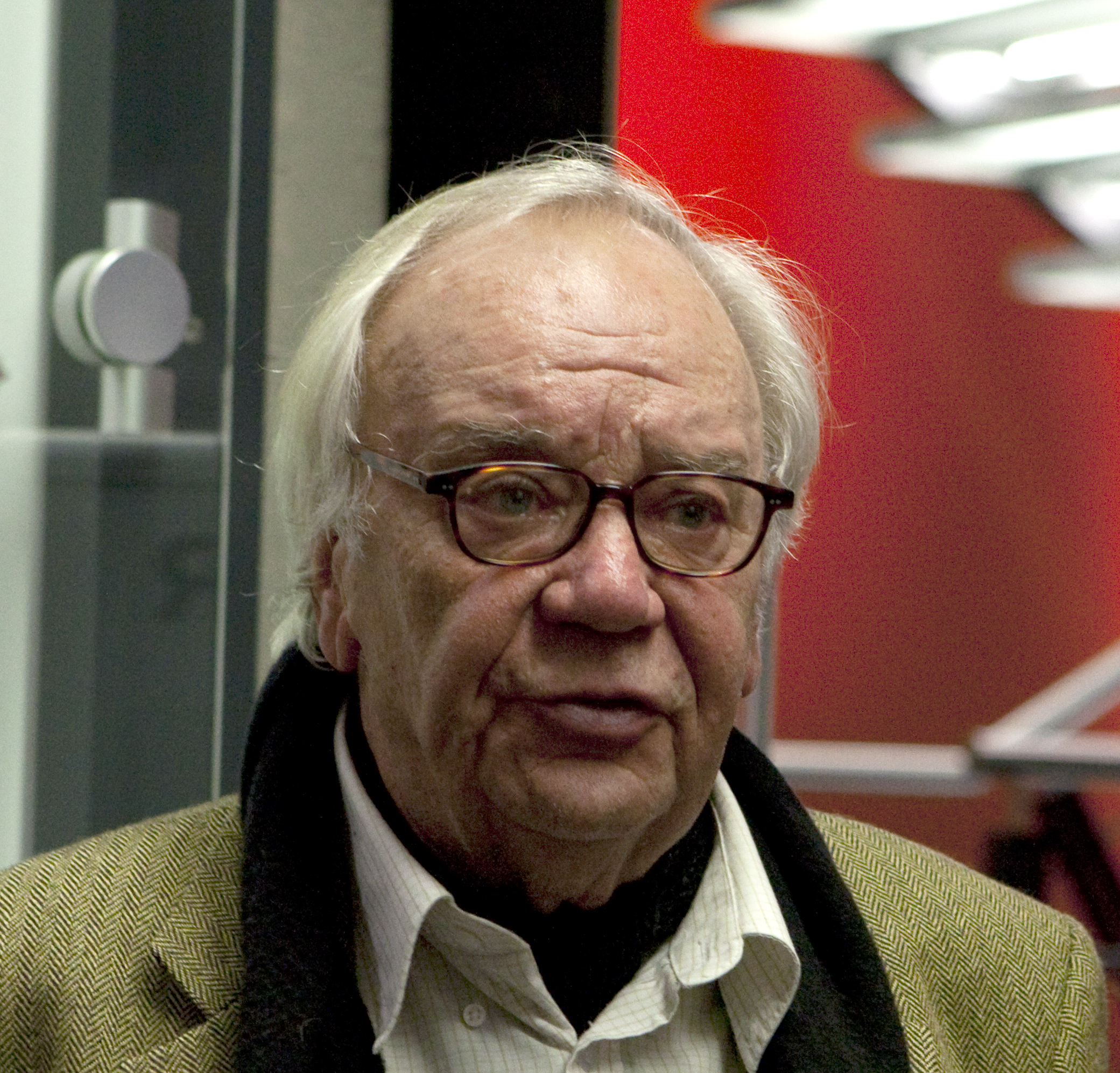
Jürgen Becker in Köln, 26. November 2009

Jürgen Becker (* 10. Juli 1932 in Köln; † 7. November 2024 ebenda) war ein deutscher Schriftsteller und Redakteur. Er verfasste Werke als Lyriker, Prosaist und Hörspielautor.

## Leben und Werk
Jürgen Beckers Familie zog 1939 von Köln nach Erfurt, so dass er eine Kriegs-Kindheit in Thüringen erlebte. 1947 übersiedelte er nach Waldbröl in Westdeutschland und kehrte 1950 in seine Geburtsstadt Köln zurück, wo er bis zum Abitur 1953 ein Gymnasium besuchte. Anschließend begann er ein Studium der Germanistik, das er jedoch 1954 abbrach.
In den folgenden Jahren übte er verschiedene Tätigkeiten aus. Von 1959 bis 1964 war er Mitarbeiter des Westdeutschen Rundfunks und von 1964 bis 1966 Lektor im Rowohlt-Verlag. Ab 1968 war er freier Schriftsteller. Ab 1973 war er Leiter des Suhrkamp-Theaterverlags und von 1974 bis 1993 als Redakteur Leiter der Hörspielabteilung im Deutschlandfunk. Becker war ab 1965 bis zu ihrem Tod am 25. September 2021 mit der Künstlerin Rango Bohne verheiratet und lebte in Köln-Brück und Odenthal im Bergischen Land. Das Fachwerkhaus in der Heide in Odenthal-Glöbusch suchte er nach dem Tod seiner Frau lange nicht mehr auf.
Jürgen Becker trat in den 60er Jahren mit einer stark experimentellen Art von Literatur hervor, die vor allem aus Opposition zum herkömmlichen Erzählen auf die offene Form setzte. In späteren Texten ist dieser Impuls zurückgenommen, während die Landschaft nach wie vor in Beckers Lyrik eine wichtige Rolle spielt. Neben den Gedichten, die sein Hauptwerk bilden, verfasste Becker auch Erzählungen und Hörspiele. Ab 1994 erscheinen Beiträge von ihm in der von der Akademie der Künste (Berlin) herausgegebenen Zeitschrift Sinn und Form.
In der Begründung des Georg-Büchner-Preises, der Becker 2014 zuerkannt wurde, wird er als „eine maßgebliche Stimme der zeitgenössischen Poesie“ gewürdigt, der „die deutschsprachige Dichtung über Generationen entscheidend geprägt“ hat. Seine Gedichte lehrten die Leser, die Welt und die Sprache genauer wahrzunehmen. Sie machten „unsere alltäglich erlebte Welt auf neue Weise sichtbar und unvergesslich.“
Ab 1960 war Becker Teilnehmer der Gruppe 47, deren Literaturpreis er auf dem letzten Treffen der Gruppe 1967 gewann. Ab 1969 war er Mitglied im PEN-Zentrum Deutschland und ordentliches Mitglied der Akademie der Künste (Berlin), ab 1974 der Deutschen Akademie für Sprache und Dichtung (Darmstadt), ab 1984 der Akademie der Wissenschaften und der Literatur in Mainz und ab 2009 der Nordrhein-Westfälischen Akademie der Wissenschaften und der Künste. Im WS 1980/81 war er der erste Inhaber der neu geschaffenen Mainzer Poetikdozentur der Akademie der Wissenschaften und der Literatur an der Johannes Gutenberg-Universität Mainz.
2012 erschien unter dem Titel „In der Hölle des Schweigens“: Der Schriftsteller Jürgen Becker der erste Dokumentarfilm über Jürgen Becker von Christoph Felder, ein 80-minütiges Porträt (s/w, Verlag Die Neue Sachlichkeit, Produktion CFF) mit seinen eigenen Worten und einigen wenigen kurzen Ausschnitten seiner Kollegen Günter Grass, Uwe Johnson und Hans Magnus Enzensberger (Gruppe 47).
Sein Sohn ist der Fotograf und Filmemacher Boris Becker, seine Enkel die Schauspieler Lotte Becker und Tristan Becker.
Jürgen Becker verstarb 92-jährig am 7. November 2024 in seinem Haus in Köln-Brück. Er wurde am 21. November 2024 auf dem alten Friedhof Dellbrück beigesetzt.

## Auszeichnungen
- 1964: Niedersächsischer Förderungspreis für Junge Künstler in der Sparte Literatur
- 1965/1966: Stipendium in der Deutschen Akademie Rom Villa Massimo
- 1967: Preis der Gruppe 47
- 1968: Literaturpreis der Stadt Köln
- 1980: Literaturpreis der Bayerischen Akademie der Schönen Künste (München)
- 1981: Deutscher Kritikerpreis
- 1987: Bremer Literaturpreis
- 1994: Peter-Huchel-Preis; Berliner Literaturpreis
- 1995: Heinrich-Böll-Preis
- 1998: Rheinischer Literaturpreis Siegburg
- 2001: Uwe-Johnson-Preis[10][11]
- 2006: Hermann-Lenz-Preis
- 2007: Düsseldorfer Literaturpreis
- 2009: Schiller-Ring der Deutschen Schillerstiftung
- 2011: Thüringer Literaturpreis
- 2013: Günter-Eich-Preis[12]
- 2014: Georg-Büchner-Preis

## Veröffentlichungen

### Einzeltitel
- mit Wolf Vostell: Phasen. Vorwort von Max Bense, Galerie Der Spiegel, Köln 1960.
- Felder. Suhrkamp, Frankfurt 1964; Neuausgabe ebd. 1988, ISBN 3-518-01978-3 (Erzählung).
- als Hrsg. mit Wolf Vostell: Happenings, Fluxus, Pop Art, Nouveau Réalisme. Eine Dokumentation. Rowohlt Verlag, Reinbek 1965.
- mit K. P. Brehmer: Ideale Landschaft. Text und Bilderfolge. Edition Galerie René Block, Berlin 1968.
- Ränder. Suhrkamp, Frankfurt 1968.
- Bilder, Häuser, Hausfreunde. Drei Hörspiele. Suhrkamp, Frankfurt 1969; Teilausgabe mit einem Nachwort des Autors: Häuser. Hörspiel. Reclam, Stuttgart 1972, ISBN 3-15-009331-7.
- Umgebungen. Suhrkamp, Frankfurt 1970, ISBN 3-518-00722-X (Erzählung).
- Schnee. Gedichte. Literarisches Colloquium, Berlin 1971.
- Eine Zeit ohne Wörter. Suhrkamp, Frankfurt 1971, ISBN 3-518-06520-3.
- Die Zeit nach Harrimann. 29 Szenen für Nora, Helen, Jenny und den stummen Diener Moltke. Als Bühnenmanuskript gedruckt. Suhrkamp, Frankfurt 1971, DNB 740411586.
- Das Ende der Landschaftsmalerei. Gedichte. Suhrkamp, Frankfurt 1974, DNB 740252186.
- Erzähl mir nichts vom Krieg. Gedichte. Suhrkamp, Frankfurt 1977, ISBN 3-518-02114-1.
- In der verbleibenden Zeit. Gedichte. Suhrkamp, Frankfurt 1979, ISBN 3-518-02111-7.
- Erzählen bis Ostende. Suhrkamp, Frankfurt 1981, ISBN 3-518-02117-6 (Prosa).
- Gedichte 1965–1980. Suhrkamp, Frankfurt 1981, ISBN 3-518-37190-8.
- mit Rango Bohne: Fenster und Stimmen. Suhrkamp, Frankfurt 1982, ISBN 3-518-02118-4.
- Felder, Ränder, Umgebungen. Suhrkamp, Frankfurt 1983, ISBN 3-518-04468-0.
- Die Abwesenden. Drei Hörspiele. Suhrkamp, Frankfurt 1983, ISBN 3-518-37382-X.
- Die Türe zum Meer. Suhrkamp, Frankfurt 1983, ISBN 3-518-04506-7.
- Odenthals Küste. Gedichte. Suhrkamp, Frankfurt 1986, ISBN 3-518-02572-4.
- Das Gedicht von der wiedervereinigten Landschaft. Suhrkamp, Frankfurt 1988, ISBN 3-518-40122-X.
- mit Rango Bohne: Frauen mit dem Rücken zum Betrachter. Suhrkamp, Frankfurt 1989, ISBN 3-518-40183-1.
- Das englische Fenster. Gedichte. Suhrkamp, Frankfurt 1990, ISBN 3-518-40284-6.
- Beispielsweise am Wannsee. Ausgewählte Gedichte Suhrkamp, Frankfurt 1992, ISBN 3-518-22112-4.
- Foxtrott im Erfurter Stadion. Gedichte. Suhrkamp, Frankfurt 1993, ISBN 3-518-40545-4.
- Die Gedichte. Suhrkamp, Frankfurt 1995, ISBN 3-518-39096-1.
- mit Boris Becker: Geräumtes Gelände. Verlag der Buchhandlung Walther König, Köln 1995, ISBN 3-88375-228-2.
- mit Rango Bohne: Korrespondenzen mit Landschaft. Suhrkamp, Frankfurt 1996, ISBN 3-518-40801-1.
- Gegend mit Spuren. Hörspiel. Akademie der Künste, Berlin 1996, ISBN 3-88331-008-5.
- Der fehlende Rest. Erzählung. Frankfurt 1997, ISBN 3-518-40857-7.
- Kaleidoskop der Stimmen. Ein Gespräch mit Leo Kreutzer und das Hörspiel „Bahnhof am Meer“. Wehrhahn, Hannover 1998, ISBN 3-932324-55-2.
- Journal der Wiederholungen. Gedichte. Suhrkamp, Frankfurt 1999, ISBN 3-518-41026-1.
- Aus der Geschichte der Trennungen. Roman. Suhrkamp, Frankfurt 1999, ISBN 3-518-39762-1.
- mit Rango Bohne: Häuser und Häuser. Fünfunddreißig Prosatexte. Suhrkamp, Frankfurt 2002, ISBN 3-518-41307-4.
- Schnee in den Ardennen. Journalroman. Suhrkamp, Frankfurt 2003, ISBN 3-518-41458-5.[13] (= Ein Buch für die Stadt 2009).
- Die folgenden Seiten. Journalgeschichten. Suhrkamp, Frankfurt 2006, ISBN 3-518-41820-3.[14][15]
- Dorfrand mit Tankstelle. Gedichte. Suhrkamp, Frankfurt 2007, ISBN 978-3-518-22420-5.[16]
- Aus der Kölner Bucht. Gedichte. Suhrkamp, Frankfurt 2009, ISBN 978-3-518-46155-6.
- Im Radio das Meer. Journalsätze. Suhrkamp, Frankfurt 2009, ISBN 978-3-518-42108-6.
- Scheunen im Gelände. Gedichte. Mit Collagen von Rango Bohne. Edition Lyrik Kabinett, München 2012, ISBN 978-3-938776-31-5.
- Wie es weiterging. Ein Durchgang – Prosa aus fünf Jahrzehnten. Suhrkamp, Berlin 2012, ISBN 978-3-518-42305-9.
- Was wir noch wissen. Journal der Augenblicke und Erinnerungen. In: Sinn und Form. 4/2013, S. 591–602.
- Jetzt die Gegend damals. Journalroman. Suhrkamp, Berlin 2015, ISBN 978-3-518-42488-9.
- Graugänse über Toronto. Journalgedicht. Suhrkamp, Berlin 2017, ISBN 978-3-518-42752-1.
- Die Rückkehr der Gewohnheiten Journalgedichte. Suhrkamp, Berlin 2022, ISBN 978-3-518-43045-3.
- Marion Poschmann (Hrsg.): Jürgen Becker. Gesammelte Gedichte. 1971–2022. Mit Collagen von Rango Bohne und Fotos von Boris Becker. Suhrkamp, Berlin 2022, ISBN 978-3-518-43044-6.
- Poesiealbum 379. Märkischer Verlag, Wilhelmshorst 2023, ISBN 978-3-943708-79-0.
- Nachspielzeit. Sätze und Gedichte. Suhrkamp, 2024, ISBN 978-3-518-43192-4.

### Herausgabe
- mit Wolf Vostell: Happenings. Fluxus – Pop Art – Nouveau Réalisme. Eine Dokumentation. Rowohlt, Reinbek bei Hamburg 1965.
- Elisabeth Borchers: Gedichte. Ausgewählt von Jürgen Becker. Suhrkamp, Frankfurt am Main 1976, ISBN 3-518-01509-5.
- Jahrbuch der Lyrik 1987 (mit Christoph Buchwald). Luchterhand, Darmstadt 1987, ISBN 3-472-61687-3.

### Übersetzung
- Rudyard Kipling: Und das war so… Middelhauve, Köln 1973, ISBN 3-7876-9430-7.

### Hörspiele
- 1969: Bilder, Regie: Hans Bernd Müller, Komposition: Benjamin Rinnert, SR.
- 1969: Häuser, Regie: Raoul Wolfgang Schnell, WDR/SDR/SWF.
- 1969: Hausfreunde, Regie: Klaus Schöning, WDR.
- 1971: Erzählungen finden in den Geräuschen statt, Regie: Peter Michel Ladiges, WDR.
- 1971: Türen und Tore, zusammen mit Reinhard Döhl und Ludwig Harig, WDR.
- 1971: Die Wirklichkeit der Landkartenzeichen, Regie: Raoul Wolfgang Schnell, WDR/SDR.
- 1972: Einzelne Bäume im Wind, Regie: Ferry Radax, WDR.
- 1973: Ein Zimmer wird leer, Regie: Friedhelm Ortmann, WDR.
- 1973: Menschen in der Nähe, Regie: Raoul Wolfgang Schnell, WDR.
- 1975: Häuser, Regie: Charles Benoit, DRS.
- 1981: Versuchtes Verschwinden, Regie: Heinz-Dieter Köhler, WDR.
- 1982: Eigentlich bin ich stumm, Regie: Arturo Möller, Komposition: Peter Zwetkoff, WDR. Hörspiel des Monats
- 1982: Im August ein See, Regie: Jürgen Flimm, Komposition: Herbert Grönemeyer, WDR/SWF.
- 1984: Versuchtes Verschwinden, Regie: Mario Hindermann, DRS.
- 1991: Houses, Regie: Erik Bauersfeld, Bay Area Radio Drama/WDR.
- 1995: Bahnhof am Meer, Regie; Hans Gerd Krogmann, WDR/SWF.
- 1996: Frauen mit dem Rücken zum Betrachter, Regie: Hermann Naber, SWF/WDR.
- 1996: Gegend mit Spuren, Regie: Norbert Schaeffer, WDR.
- 1998: Die Züge hinter den Wäldern, Regie: Walter Adler, WDR/SWF.
- 2000: Das Gras auf der Wiese, Regie: Ulrich Gerhardt, SWR.
- 2000: Ahrenshooper Holz, Regie: Joachim Staritz, NDR.
- 2000: Erker mit schöner Aussicht, Regie: Barbara Plensat, Komposition: Dietrich Petzold, DLF.
- 2000: Möbel im Regen, Regie: Ulrike Brinkmann, WDR.
- 2005: Treppenhaus mit braunen Kacheln, Regie: Walter Adler, WDR.
- 2005: Victors Leute, Regie: Walter Adler, SWR/RB.
- 2009: Unterwegs im Haus, Regie: Leonhard Koppelmann, Komposition: Gerd Bessler, DLF.
- 2019: Die Stadt und die Stimmen, Regie: Karl-Heinz Stevens, DLF
- 2021: Damals im Garten, Regie: Gaby Hartel, SWR
- 2024: Erzählen wie es weitergeht, Regie: Matthias Kapohl, DLF

## Sonderausstellungen
- 2017: Jürgen Becker. New York 1972, Museum für Photographie Braunschweig